# Belinea
Brunen IT Service GmbH (wcześniej Belinea GmbH) – niemieckie przedsiębiorstwo powstałe w 2008 r., specjalizująca się w sprzedaży monitorów. W latach 1991–2008 Belinea była marką monitorów i komputerów produkowanych przez przedsiębiorstwo Maxdata.
27 czerwca 2008 spółka Maxdata złożyła wniosek do sądu o upadłość, co spowodowane jest rosnącą konkurencją oraz postępującymi spadkami cen sprzętu.
Po ogłoszeniu upadłości przez spółkę Maxdata, niemiecki producent komputerów i sprzedawca internetowy Brunen IT Group kupił markę Belinea. Pod koniec 2008 roku zostało zarejestrowane przedsiębiorstwo Belinea GmbH, obecnie spółka zależna Brunen IT. Brunen IT nadal projektuje i produkuje nowe komputery, notebooki i monitory pod marką handlową Belinea.
Samo Brunen IT Group zostało przejęte w październiku 2010 przez innego niemieckiego producenta komputerów osobistych, spółkę Bluechip Computer z Turyngii, gdzie wcześniej mieściła się fabryka komputerów osobistych i laptopów marki Belinea.